# Ptyonoprogne
Ptyonoprogne  (rotszwaluwen) is een geslacht van zangvogels uit de familie zwaluwen (Hirundinidae). Alle soorten zijn nauw aan elkaar verwant. 

## Verspreiding en leefgebied
Het zijn vogels van bergachtig gebied waar ze broeden in nesten die ze maken onder overhangende rotsrichels, maar ze kiezen daarvoor ook wel gebouwen. De soorten die in Afrika broeden zijn standvogel, de soorten uit Eurazië zijn trekvogel.

## Soorten
Het geslacht kent de volgende soorten:
- Ptyonoprogne rupestris  – Rotszwaluw
- Ptyonoprogne obsoleta  – Vale rotszwaluw
- Ptyonoprogne rufigula – Roodkeelrotszwaluw
- Ptyonoprogne fuligula  – Grote rotszwaluw
- Ptyonoprogne concolor  – Indische rotszwaluw